# Convento de La Verde
El convento de La Verde o Santa Marina de La Verde fue un monasterio español situado en el poblado del Salto de Aldeadávila (también conocido como La Verde), en la provincia de Salamanca, comunidad autónoma de Castilla y León.
Fue fundado por frailes franciscanos en 1270 y se abandonó tras la desamortización de Mendizábal en 1834. En 1960 fue restaurado por Iberduero como hospedería en el nuevo poblado del Salto de Aldeadávila, una localidad que se construyó alrededor de él para dar cobijo a las familias de los empleados en la construcción de la presa de Aldeadávila.

Al siguiente día de nuestra visita a los Humos, preparamos la expedición a Laverde, en caballerías los más de mis amigos, a pie yo, pues menos me molesta una caminata que el ir escarnachao sobre los anchos aparejos con que se provee a las mulos del país.

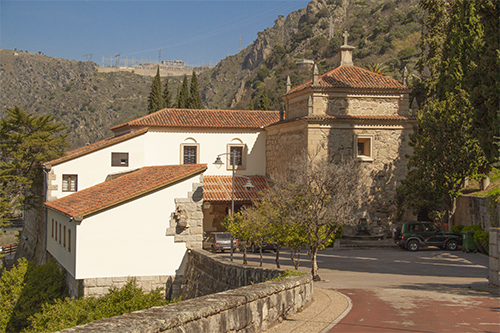
Vista general del convento.

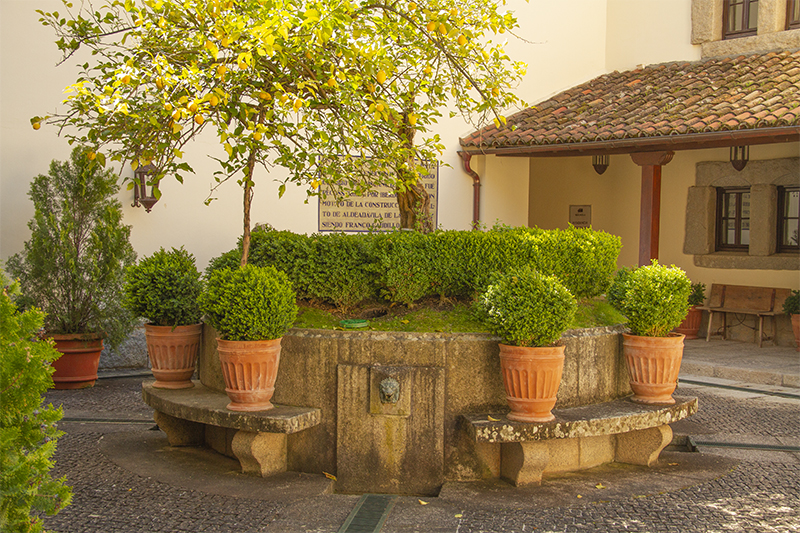
Claustro del convento.

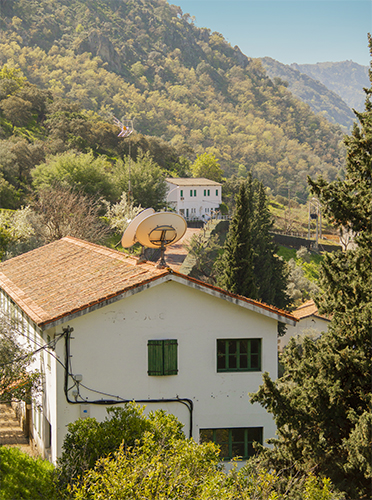
Poblado del Salto.

Laverde está en territorio de Aldeadávila de la Ribera, la corte de esta región, la villa para los comarcanos. Tendiendo la vista al salir de ella por las ondulaciones del campo, no se barrunta siquiera lo que éstas celan. Mas ya al llegar a unos sobreros se nos abrió de pronto el tajo por cuyo seno corre el arroyo del Rupinal y en el fondo las escarpadas y sombrías paredes de Portugal. En aquellas desoladas vertientes del Rupinal, cerca del caño de Fuentemendo, dicen que hubo un pueblo.
Mientras seguían las caballerías la senda que en zigzag baja al río, cortamos nosotros camino por los resayos o atajos que la cortan. Una vez en lo hondo parece hallarse uno en medio de región montañosa, en el interior de algún país alpestre. Nadie diría que ganando las crestas se extiende a la vista la inmensa meseta ondulada como vasto mar petrificado.
Dimos... vista al Duero y con él a un paisaje dantesco... En lo alto, apuntados picones que se asoman al abismo, peñas y aserradas crestas; a lo largo, inmensas escotaduras que encajándose de un lado y de otro, en la disposición llamada de cola de milano, forman la garganta por cuyo hondón corre el río. Los enormes cuchillos van perdiéndose en gradación de tintas hasta ir a confundirse con la niebla. Allí arribota, arribota, en la cresta del escarpado frontero, verdean trozos de trigo, nuncios de una campiña serena, y asoma su copa algún que otro arbolito que denuncian a un pueblecillo portugués. Juegos de luz animan la dantesca garganta; peñas en claro se destacan sobre el tono oscuro de las peñas en sombra, y allá en lo alto, dominando al ceñudo paisaje, algún milano se cierne bañándose en luz. Suben del río perezosas nieblas que se agarran a los peñascos, y fingen el alma de éstos que de ellos se desprende con pesar. El Duero, que dibujando su vena central, su líquido senderillo de espuma, corre encajonado en el fondo de estas gargantas, es el mismo que pasa amplio y solemne, abrazando a la feraz llanura y como gozándose en ella, por tierra de Zamora. Todas estas gargantas dantescas son obras de él, obra de la lenta labor del agua terca...
En una de estas laderas del tajo del Duero, en medio de lo que queda de una que debió de ser huerta frondosa, se alzan las ruinas del Convento de La Verde, retiro en un tiempo de los religiosos menores. En la portería, sobre la puerta y debajo de un escudo con los cinco estigmas, se lee, enteramente ahumada, esta inscripción: «Entre la vida y la muerte no ai espacio ninguno; en un instante se acaba lo que se vive en el mundo. Año de MDCCLXIX»... Es una pena la que ofrece aquella desolación. Las celdas deshechas y a la intemperie; la yerba creciendo por todas partes; en el claustro un limonero entre maleza, y en el jardín un boscaje de limoneros y de naranjos... Por la parte que mira al río presenta algún aspecto de fortaleza. Lo hermoso es su escenario y su ambiente, los restos de vegetación de que está rodeado. Frente a él se alza una gigantesca piñal (pino) y en lo hondo zumba el Duero enfrenado entre peñascos. Lo más típico es lo que del huerto queda, aquel rincón umbrío de limoneros y naranjos, a cuya sombra rezarían los frailes sus oraciones, descabezarían sus siestas y gozarían de tranquilo sosiego los ancianos retirados ya del todo del mundo... Hubo un tiempo, hasta eso del año 30, en que floreció en su retiro aquel cenobio, ofreciendo en aquella colosal hendidura de la adusta meseta castellana escuela de recogimiento y meditación a los frailes menores durante algún tiempo del año y refugio para su vejez a los que de ellos pedían acabar allí sus días, en el vivo silencio, rezando a la sombra de los limoneros y al compás del murmullo del contenido río. 

Es, sí, un silencio vivo el que aquí reina, vivo porque reposa sobre el sempiterno rumor del Duero, que en puro ser continuo acaba por borrarse de la conciencia de quien lo recoge. Allí, en aquel refugio, libertaríanse los espíritus del tiempo, engendrador de cuidados, yendo cada día a hundirse sin ruido con su malicia en la eternidad. ¡Siempre el mismo río, los mismos peñascos siempre, todo inmutable! Cuando lo que nos rodea no cambia, acabamos por no sentimos cambiar, por comprender que es el vivir un morir continuo, que «entre la vida y la muerte no hay espacio ninguno», como reza la inscripción del convento de Laverde... Hay en el camino un punto que se llama el montadero de los frailes; a una peña que forma a modo de un asiento le llaman la silla del guardián. Allí cuentan también que, viniendo Santa Marina perseguida de los moros y cansada del camino, al llegar a una peña, le dijo: «Ábrete, peña cerrada, que viene Marina cansada». En la peña hendida se colocó un altar a la santa, y sobre ella se alzó la capilla de Santa Marina, cercana al convento…
Parte del relato publicado en la revista bilbaína 'Ecos Literarios' (19 de marzo de 1898), Miguel de Unamuno.